# انتشارات دانشگاه بیهانگ
انتشارات دانشگاه بیهانگ که پیشتر با نام انتشارات دانشگاه هوانوردی و فضانوردی پکن شناخته می‌شد٬ در ۲۴ فوریه ۱۹۸۵ میلادی در پکن،‌چین تاسیس شد. این نهاد یک شرکت مرتبط با مسائل آموزشی از دانشگاه بیهانگ است.

## تاریخ
مرجع ذی صلاح کمیسیون علم، فناوری و صنعت دفاع ملی است و حامی آن دانشگاه هوانوردی و فضانوردی پکن است که یک انتشارات مرکزی سطح اول است. کدهای شابک 7-81012, 7-81077. مالک مجله "MCU and Embedded System Applications" است.